# Johannes Liesegang
Johannes Liesegang (* 1616 in Quedlinburg; † 3. Dezember 1660 in Osterode) war ein deutscher lutherischer Theologe und Generalsuperintendent der Generaldiözese Grubenhagen und auf dem Harz.

## Leben
Johannes Liesegang studierte Theologie an der Universität Helmstedt und wurde 1646 Rektor in Osterode am Harz. Er heiratete dort Anna Christine Berg, die Tochter des Pastors Franz Daniel Berg, und konnte nach der Ernennung seines Schwiegervaters zum ersten Pastor in Clausthal 1647 mit Unterstützung des Landdrosten von Hodenberg die Pfarrstelle an St. Jacobi in Osterode antreten. Nach dem Tod seines Schwiegervaters folgte er diesem auch als Generalsuperintendent der Generaldiözese Grubenhagen und auf dem Harz. Am 8. Februar 1659 wurde er in Gegenwart der Räte und des Ministeriums in sein Amt eingeführt. In seine Amtszeit fällt die Wiedererrichtung der St.-Marien-Pfarre in der Osterröder Marienvorstadt nach fast 100-jähriger Vakanz.